# لویترسدورف
لویترسدورف (به آلمانی: Leutersdorf) یک شهر در آلمان است که در گورلیتس واقع شده‌است. لویترسدورف ۴٬۱۴۵ نفر جمعیت دارد.